# Perlon

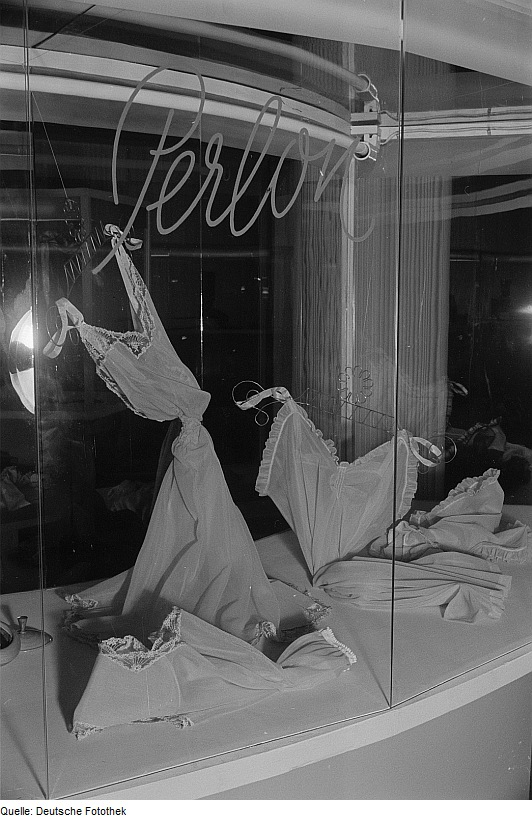
Výrobky z perlonu na veletrhu v roce 1952

Perlon je původní označení polyamidu 6, který poprvé v roce 1938 vyrobil z kaprolaktamu německý vynálezce Paul Schlack. 
Vlákno se zpočátku používalo v omezeném množství jen k výrobě technických textilií (lana, padáky apod.). Teprve v roce 1949 bylo průmyslově vyrobeno prvních 15 tun, také jako příze na punčochy.
V roce 1952 se perlon stal chráněnou obchodní značkou a v západní části Německa jedním ze symbolů hospodářského zázraku. V bývalé NDR se brzy nato začalo vyrábět „konkurenční“ vlákno z polyamidu 6 s označením dederon. 

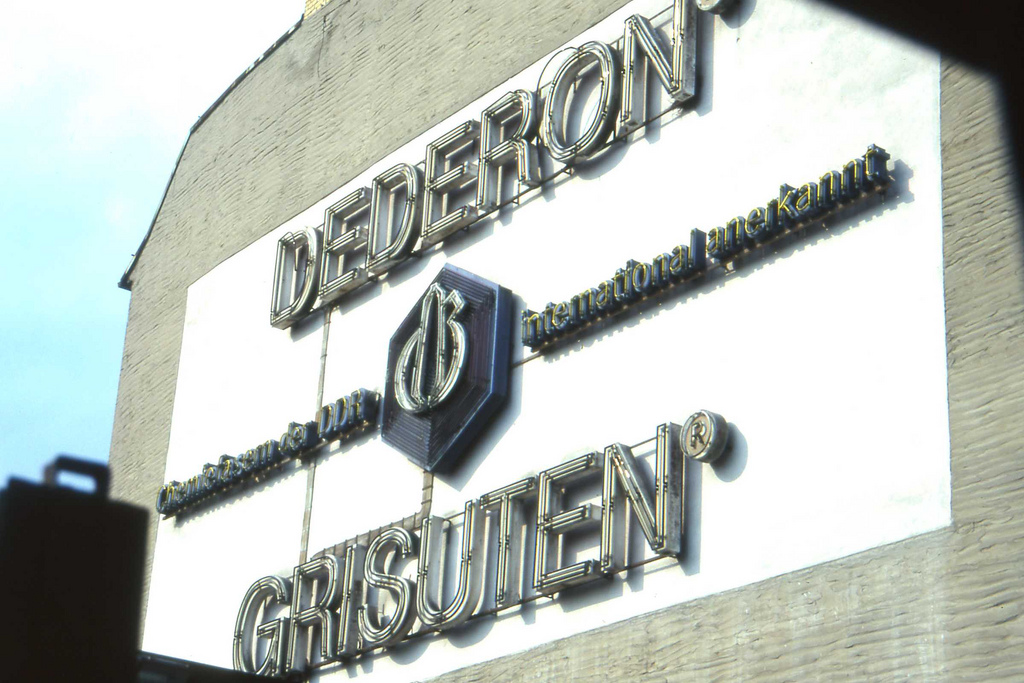
Výrobní závod v bývalé NDR

Výroba perlonu s použitím na punčochy, košile, halenky a koberce se pak neustále zvyšovala až do konce 60. let 20. století. Např. v roce 1955 se prodalo už 100 000 párů perlonových punčoch.
Celkový objem výroby z té doby není známý, ještě v roce 1970 se však počítalo s ročním nárůstem až o 1400 tun.  
Potom však nastal rapidní pokles poptávky způsobený cenově výhodnější nabídkou jiných značek a dalšími faktory.
V roce 2013 se z perlonu vyráběla jen monofilní příze (na technické textilie). Prodej monofilu vynesl v tomto období asi 30 milionů € (cca 4000 tun vláken = 0,1 % podílu na celosvětové produkci polyamidů).

Část odborné literatury definuje perlon jako souhrnné označení pro všechna vlákna z polyamidu 6, tzn. včetně obchodních značek grilon, caprolan, chemlon, dederon, silon atd.  Za tohoto předpokladu se udávala např. v roce 2011 ve statistikách celosvětová spotřeba vláken z perlonu se 2,5 miliony tun (asi 2/3 všech polyamidů). 